# Mýtne Ludany
Mýtne Ludany (in ungherese Vámosladány) è un comune della Slovacchia facente parte del distretto di Levice, nella regione di Nitra.

## Gemellaggio
Maglód